# 1967年法國立法選舉
1967年法國立法選舉在1967年3月5日和12日舉行，選舉法蘭西第五共和國的第三屆國民議會成員。新共和國聯盟在這次選舉獲得243個議席，雖然維持了最大黨派地位，但失去了單獨過半地位。喬治·蓬皮杜在選舉後繼續擔任法國總理。